# Collo de Menina
Collo de Menina é uma banda brasileira de forró eletrônico, formada em Uiraúna na Paraíba em 13 de outubro de 2001, pelo cantor e empresário Erivan Morais. Atualmente, tem como vocalistas: Sarah Lorena, Arthur Oliveira e Matheus Leitte.

## Biografia
A banda foi criada em 2001 e começou a tocar no período junino, em festas de padroeira e de emancipações políticas dos pequenos municípios. Depois vieram os shows nas capitais nordestinas e brasileiras. A banda faz parte da BCM produções e a sua primeira formação foi composta pelos cantores Erivan Morais (proprietário da BCM), Kelly Freitas, Moisés Lima, Johnson Souza, João Neto e Neto Araújo, que já foi vocalista da Cavaleiros do Forró.
Collo de Menina gravou seis CDs e recebeu nos Volumes 4 e 5 discos de ouro pela venda de mais de 50 mil cópias. Também gravou dois DVDs, o primeiro gravado dia 12 de outubro de 2005 e o segundo dia 3 de novembro de 2007, tendo este vencido 50 mil cópias e sido agraciado com um disco de ouro.
Em 2003, recebeu o prêmio Melhor Banda de Forró do Ano pela TV Diário de Fortaleza-CE.
Em 2024, foi anunciada a volta do grupo às suas atividades. Dia 1 de março, aconteceu uma live no YouTube apresentando os novos cantores da banda.

## Discografia
| - Vol. 1 - Não Vai Mais Voltar (2001) - Vol. 2 - Ela Chorou de Amor (2002) - Vol. 3 - Fusca Velho a Gás (2003) - Vol. 4 - Mulher Chorona (2004) - Vol. 5 - Sem Querer (2005) - Vol. 6 - Se Você Quer eu Dou! (2006) - Vol. 7 - Online (2008) - Vol. 8 - Prioridade (2010) - Sem Querer - Ao Vivo no Tigrão (2006) - A Festa - Ao Vivo na Palaccium (2007) | - Sem Querer (Ao Vivo) (2006) - A Festa (2007) |